# La Grande Parade

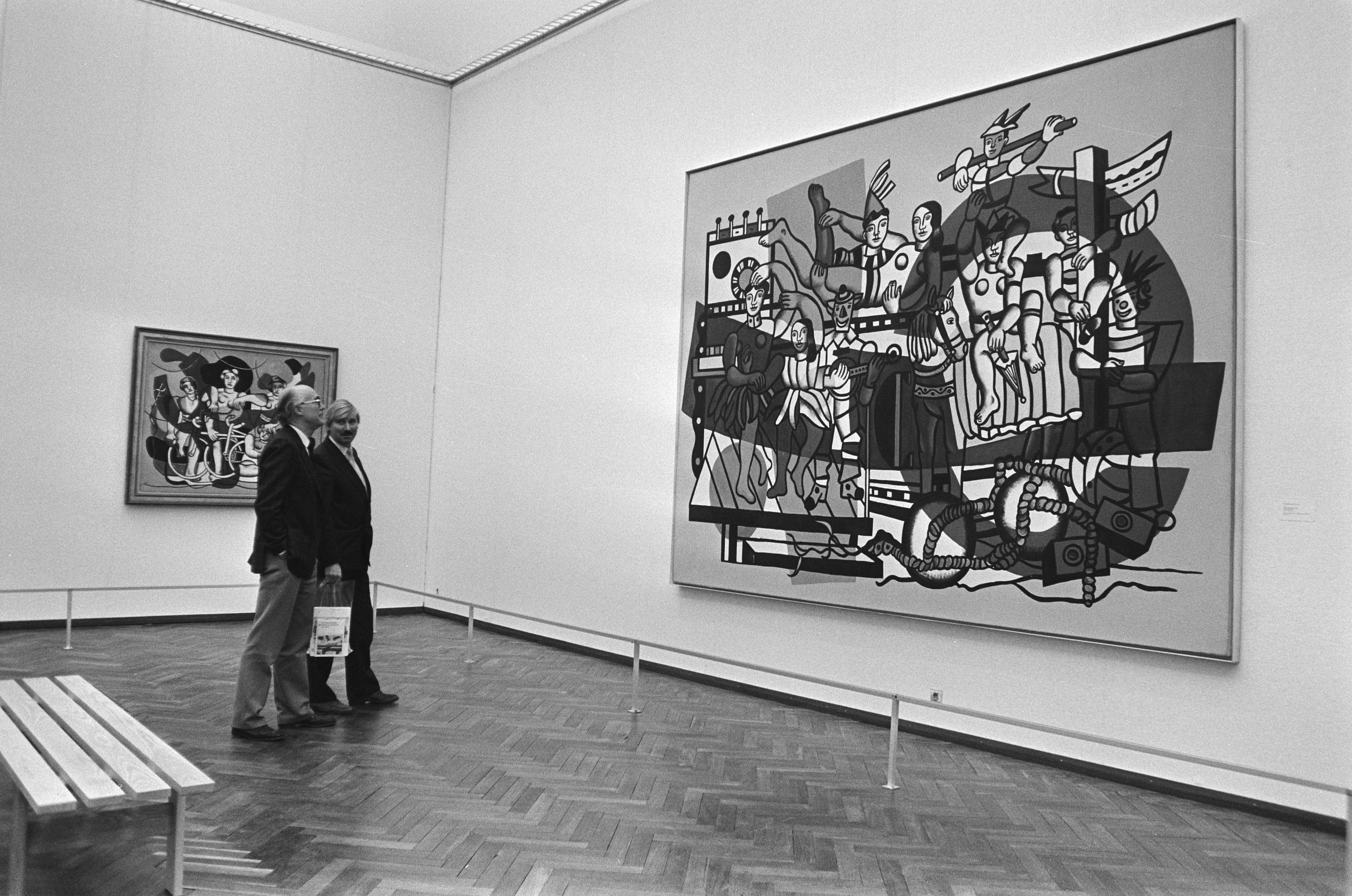
La Grande Parade van Fernand Léger op de tenstoonstelling die naar dit schilderij genoemd werd.

La Grande Parade was de afscheidstentoonstelling van Edy de Wilde als directeur van het Stedelijk Museum in Amsterdam. De tentoonstelling liep van 15 december 1984 tot en met 15 april 1985 en werd door ongeveer 400.000 mensen bezocht. Getoond werden de hoogtepunten uit de schilderkunst na 1940. De titel van de tentoonstelling was een verwijzing naar het gelijknamige schilderij van Fernand Léger uit 1954, dat een plaats kreeg in de erezaal van het Stedelijk.
Er waren bijna 250 meesterwerken te zien van de volgende kunstenaars:
Karel Appel, Francis Bacon, Georg Baselitz, Jean Bazaine, Max Beckmann, Pierre Bonnard, Georges Braque, Daniel Buren, Constant, Enzo Cucchi, Jan Dibbets, Jean Dubuffet, Jean Fautrier, Alberto Giacometti, Arshile Gorky, Philip Guston, Hans van Hoek, Jasper Johns, Asger Jorn, Ellsworth Kelly, Anselm Kiefer, Yves Klein, Willem de Kooning, Fernand Léger, Sol LeWitt, Robert Mangold, Brice Marden, Henri Matisse, Joan Miró, Piet Mondriaan, Barnett Newman, Pablo Picasso, Sigmar Polke, Jackson Pollock, Mark Rothko, Robert Ryman, Julian Schnabel, Frank Stella, Antoni Tàpies, Cy Twombly.
De tentoonstelling werd samengesteld door Alexander van Grevenstein, Karel Schampers en Hendrik Driessen, in nauw overleg met De Wilde. Van de lijst van topwerken die ze hadden samengesteld, konden ze er uiteindelijk maar acht niet krijgen, volgens Van Grevenstein door de "goodwill" die De Wilde had bij musea en verzamelaars wereldwijd. De werken waren voor een deel uit eigen bezit, aangevuld met een groot aantal schilderijen uit andere musea en particuliere kunstverzamelingen. Bij de tentoonstelling verscheen een rijkelijk geïllustreerde catalogus van 351 pagina's, met teksten in het Frans, Nederlands en Engels door Edy de Wilde, Alexander van Grevenstein en Karel Schampers. De tentoonstelling kreeg veel aandacht in de pers, zowel in binnen- als buitenland, en leidde bijvoorbeeld tot besprekingen in het Duitse dagblad Die Zeit, en in de Amerikaanse krant The New York Times.

## Muziekalbum
Naar aanleiding van de tentoonstelling verscheen het album La Grande Parade (ondertitel: 11 Songs Based On 10 Paintings Played By 39 Musicians From The Netherlands) op Werf Records, het label van de Nits. Behalve Robert Jan Stips en Henk Hofstede van The Nits speelden ook Hans Dagelet, Fay Lovsky, Vincent van Warmerdam, Jaap Drupsteen, de band MAM en (leden van) The Dutch, W.A.T. en Tent op het album mee.